# 김선석
김선석(金先錫, 1941년 ~ 1997년 6월 29일)은 제15회 고등고시 사법과에 합격해 1968년 광주지방법원, 1971년 3월 26일 광주지방법원 순천지원 등에서 판사를 하다가 1988년 7월 14일에 부산고등법원 부장판사로 승진하여 법관으로 재직하다 서울지방법원 북부지원장, 1995년 2월 17일에 임명된 제주지방법원장을 거쳐 1996년 1월 26일에 전보된 청주지방법원장으로 재직하던 1997년 6월 29일 오전11시쯤 부인과 동료 판사. 변호사 등 5명과 함께 충청북도 괴산군 연풍면 원풍리 조령산으로 등산갔다가 신선봉 정상 부근 967미터 지점에서 호흡 곤란이 와서 심장마비로 사망했다.
서울고등법원 민사2부 재판장으로 재직하던 1994년 7월 8일에 국유지로 등재된 자곡동 일대 임야 7필지가 자기땅이라며 국가를 상대로 소송을 제기하여 1심에서 패소했으나 항소심을 거쳐 1991년 상고심에서 3필지 9만2500제곱미터 시가 100억여원에 대해 승소 확정판결을 받은 이모씨 사건에 대해 서울고등검찰청이 국가를 대신하여 제기한 재심 청구소송에서 "재심청구는 그 사유가 발생한 것을 안 날부터 30일이내에 하게 돼 있다"며 "1994년 3월 23일 관련자의 위증에 대한 유죄 확정판결이 선고되었음에도 30일이 지난 4월 23일에 청구했다"면서 "재심 청구 기한이 지났다"는 이유로 각하했다.